# Dacia 500
Der Dacia 500 ist ein unter der Marke Dacia vertriebener Kleinstwagen, der von 1986 bis 1989 in Timișoara in Rumänien gefertigt wurde. Er wird im Volksmund Lăstun genannt, rumänisch für Schwalbe.

## Geschichte

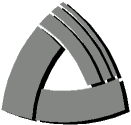
Logo des Modells

Neben der Limousine Dacia 1300 (ab 1969) und dem Kleinwagen Oltcit (ab 1981) wollte der rumänische Staat auch einen günstigen Kleinstwagen produzieren. Unter Federführung des Dacia-Werkes in Pitești begann man 1980, ein solches Fahrzeug zu entwerfen. Um einen geringen Herstellungsaufwand zu erreichen, wurden möglichst viele Baugruppen der bereits bestehenden Modelle der rumänischen Hersteller Dacia, ARO und Oltcit in die Konstruktion einbezogen. Um die Herstellungskosten und vor allem das Leergewicht des Fahrzeugs noch weiter zu reduzieren, entschied man sich, die Karosserie aus glasfaserverstärktem Polyester herzustellen. Ab 1982 wurden dann die ersten Prototypen getestet. Schließlich stellte man 1986 die Serienausführung des Dacia 500 vor. Der Zwei-Zylinder-Reihen-Vergasermotor mit 499 cm³ leistete 17 kW (22,5 PS). Die Höchstgeschwindigkeit des Wagens betrug 106 km/h. Der Kraftstoffverbrauch lag bei recht niedrigen 3,4 l/100 km, wenn man ihn nicht schneller als mit 50 km/h bewegte.
Hersteller des Dacia 500 war das Unternehmen Întreprinderea de Autoturisme Timișoara (I.A.T.), das zum 1. Januar 1985 aus der ehemaligen Firma Tehnometal hervorging und seit Ende der Fahrzeugproduktion im Jahr 1991 unter Tehnomet firmiert. Dessen Werksgelände an der damaligen Calea Buziașului wurde Mitte der 1980er Jahre modernisiert, um eine ausreichende Anzahl der zur Breitenmotorisierung gedachten Fahrzeuge herstellen zu können. Doch die Verarbeitungsqualität war mangelhaft und von den Ausmaßen her war der Wagen für eine Familie zu klein. So war dem Dacia 500 kein großer Erfolg beschieden. 1989 wurde die Produktion schließlich eingestellt.